# 歌謡パレード (NHK)
『歌謡パレード』（かようパレード）は、1988年4月5日から1991年3月26日までNHK総合テレビで放送された音楽番組である。放送時間は毎週火曜 20時00分 - 20時45分（JST）。

## 概要
主に演歌や懐メロを取り扱っていた番組で、NHKホールからの公開生放送だった（一部地方からの生放送、収録もあり）。初年度は『歌謡パレード'88』（翌年1～3月は'89）、1989年4月以降は『歌謡パレード』と題して放送された。

## 司会
- 杉浦圭子